# Rura elektroinstalacyjna
Rura elektroinstalacyjna – element osłonowy o okrągłym lub nieokrągłym przekroju poprzecznym, służący do umieszczenia w nim przewodów izolowanych lub kabli instalacyjnych elektrycznych poprzez ich wciągniecie. Wykorzystywane są do prowadzenia instalacji elektrycznych i teletechnicznych wewnątrz budynków. Zapewniają wysoki poziom ochrony mechanicznej kabli i przewodów umieszczonych w ich wnętrzu.
W zasadzie w jednej rurce należy układać przewody należące do jednego i tylko jednego obwodu instalacje elektrycznej. inne rozwiązania są zabronione ze względu na przejrzystość instalacji i bezpieczeństwo jej użytkowników.

## Rodzaje i klasyfikacja
W instalacjach elektrycznych stosuje się najczęściej następujące rodzaje rur instalacyjnych:
- rury stalowe gwintowane - są stosowane do układania w nich przewodów instalacji elektrycznej w izolacji gumowej lub polwinitowej (bez dodatkowego uzbrojenia chroniącego przewód przed uszkodzeniami mechanicznymi). Rury stalowe stosuje się w pomieszczeniach, w których rury z twardego polichlorku winylu mogłyby ulec uszkodzeniu. Oznacza się te rury symbolem RS-P11 lub RS-P29 itd. Liczba oznacza średnicę gwintu wewnętrznego w milimetrach.
- rury sztywne z twardego polichlorku winylu - stosuje się do ochrony przewodów izolowanych, instalowanych na tynku w pomieszczeniach suchych, wilgotnych i bardzo wilgotnych oraz w większości pomieszczeń o atmosferze agresywnej, na którą jest odporny polichlorek winylu. Rury te nie są gwintowane, a połączenie następuje przez wsunięcie ich do złączki kompensacyjnej lub dwukielichowej. Oznaczenia tych rur to: RVS 18, RVS 21 itd. Liczba oznacza średnicę znamionową rury w milimetrach i jest zaokrągleniem do liczby całkowitej średnicy zewnętrznej rury.
- rury giętkie z twardego polichlorku winylu - stosowane są do ochrony przewodów izolowanych pod tynkiem (w miejsca dotychczas stosowanych rur izolacyjnych płaszczowych), do wykonywania instalacji zatapianych w betonie, bądź w procesie wznoszenia budynków metodą monolityczną, bądź też do układania w formach zalewanych betonem w „fabrykach domów" oraz w terenie, na przykład na budowach. Oznaczenia tych rur to RVKL 15, RVKL 18 itd., gdzie liczba oznacza średnicę znamionową rury w milimetrach i jest zaokrągleniem do liczby całkowitej średnicy zewnętrznej rury. Potoczna nazwa rur karbowanych to „peszle”.
- rury termokurczliwe - po podgrzaniu kurczą się. Nałożone na dany przedmiot zaciskają się na nim, przyjmują jego kształt, tworząc szczelną warstwę izolacyjno-ochronną. Stosuje się je do naprawy uszkodzonej izolacji kabli i przewodów, do łączenia wiązek przewodów, do zakańczania przewodów, do izolowania zacisków. Rury te oznacza się przy użyciu następujących symboli: R — rura termokurczliwa, C -cienkościenna, P - pogrubiona, G - grubościenna, K - z klejem, M - z masą uszczelniającą, n - niebieska, c - czarna, o - brązowa (orzechowa), k - czerwona (karminowa), t - zielona (trawiasta), f - fioletowa, z - żółta, b - biała. Na końcu podaje się średnicę rury przed obkurczeniem (w stanie dostawy) i po obkurczeniu oraz długość rury.
- rury elektroinstalacyjne z tworzyw sztucznych typu RB